# Stora dammen (Ods socken, Västergötland)
Stora dammen är en sjö i Herrljunga kommun i Västergötland och ingår i Göta älvs huvudavrinningsområde.